# پتندورف
پتندورف (به آلمانی: Pettendorf) یک شهر در آلمان است که در بایرن واقع شده‌است.

## خصوصیات
پتندورف ۲۴٫۵۹ کیلومترمربع مساحت دارد ۴۵۵ متر بالاتر از سطح دریا واقع شده‌است.